# 杨永斌 (中将)
杨永斌（1927年10月—2021年4月14日），山东济宁人。中国人民解放军高级将领，中将军衔。
杨永斌1945年加入八路军，1947年立获一等功。第二次国共内战结束后，调至空军担任政治军官。曾担任空军乌鲁木齐指挥所政委，后任兰州军区空军政委。1988年获空军中将军衔。1990年任军事科学院政委，改为中将军衔。1992年退役。